# Danheiser-Cyclopentenanellierung
Die Danheiser-Anellierung, auch Danheiser-TMS-Cyclopenten-Anellierung ist eine nach Rick L. Danheiser benannte organische Reaktion eines α,β-ungesättigten Ketons mit einem Trialkylsilylallen (z. B. Trimethylsilyl(TMS)- oder Triisopropylsilyl-) in Gegenwart einer Lewis-Säure unter Bildung eines Trialkylsilylcyclopentens in einer regiokontrollierten Anellierungsreaktion.